# Zdravko Čolić
Zdravko Čolić, znany także jako Čola lub Dravco (ur. 30 maja 1951 w Sarajewie w Jugosławii) – serbski piosenkarz i autor piosenek urodzony w Bośni i Hercegowinie.

## Dzieciństwo i edukacja
Zdravko Čolić urodził się 30 maja 1951 roku w Sarajewie, stolicy Bośni i Hercegowiny (będącej wówczas częścią Jugosławii) jako syn Vladimira (komendanta policji) oraz Stany Čoliciów. Jako dziecko interesował się sportem – grał jako bramkarz w dziecięcej drużynie piłkarskiej FK Željezničar. Był także dobrym biegaczem krótkodystansowym i brał udział w różnych zawodach sportowych. Po kilku miesiącach treningów zaniechał kariery sportowej.
Zdravko Čolić uczęszczał do szkoły podstawowej im. Vladimira Pericia Valtera niedaleko Grbavicy, gdzie dorastał. Uczył się także w szkole muzycznej, gdzie pobierał lekcje gry na gitarze. W trakcie nauki występował w wielu szkolnych przedstawieniach wokalnych.
Čolić ukończył studia magisterskie na Uniwersytecie w Sarajewie na wydziale ekonomicznym.

## Kariera muzyczna

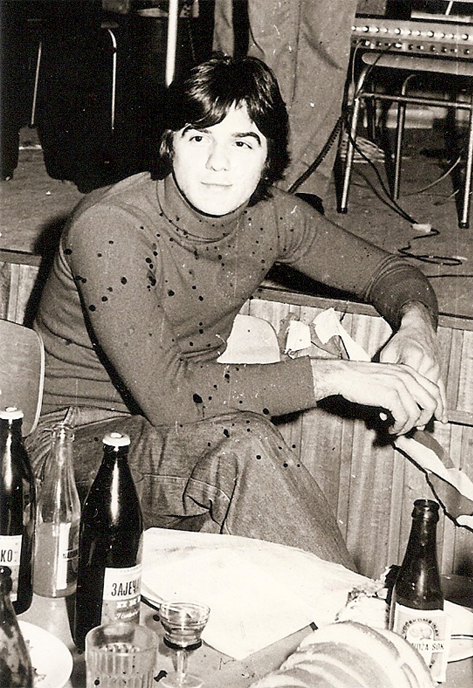
Zdravko Čolić na przełomie lat 60. i 70.

### Działalność z zespołami
Na początku swojej kariery muzycznej Čolić, razem z kolegą Braco Isoviciem, spontanicznie grał na gitarze na ulicach. W tym czasie zaczął interesować się szlagierami oraz włoskimi festiwalami muzycznymi. W 1967 roku zaliczył swój pierwszy, poważny występ publiczny, biorąc udział w amatorskim konkursie wokalnym, który był organizowany niedaleko Bijeli. Piosenkarz zdobył ostatecznie drugą nagrodą za interpretację piosenki „Lady Madonna” zespołu The Beatles. Po powrocie do Sarajewa dołączył do zespołu Mladi i lijepi (Młodzi i piękni). Niedługo później odszedł z zespołu i został członkiem grupy Ambasadori.
Zdravko Čolić został członkiem zespołu Ambasadori w 1969 roku. Repertuar grupy, stworzonej z rekrutów wojskowych, tworzyły głównie covery utworów R&B-owych z lat 60., a także jugosłowiańskich przebojów muzycznych oraz kilku oryginalnych kompozycji napisanych przez członków zespołu. Z powodu skomplikowanej sytuacji związanej z powoływaniem niektórych muzyków do wojska, Čolić i Slobodan Vujović (lider zespołu), zdecydowali się na przekształcenie formacji w Novi ambasadori, do której zaprosili nowych muzyków. Latem 1970 roku zespół zagrał miesięczną trasę koncertową z grupą Indexi. Rok później wzięli udział w corocznym festiwalu muzycznym Vaš šlager sezone, na którym zajęli siódme miejsce z piosenką „Plačem za tvojim usnama”. Jak się później okazało, utwór był plagiatem piosenki „Suddenly You Love Me” zespołu The Tremeloes, jednak grupa nie poniosła żadnych konsekwencji za naruszenia praw autorskich. Utwór został wydany w formie singla przez wytwórnię Beograd Disk.
Latem 1971 roku poznał Kornelije Kovacia, który zaproponował mu zastąpienie Dado Topicia na miejscu wokalisty zespołu Korni grupa. Piosenkarz przyjął ofertę i we wrześniu wyprowadził się z domu rodzinnego, by zamieszkać w Belgradzie, gdzie zaczął współpracę z zespołem. Razem z grupą nagrał m.in. singiel „Zabranjeno za mlade”. Po pół roku współpracy Čolić zrezygnował ze współpracy z zespołem i zdecydował się na rozpoczęcie kariery solowej. Niedługo później powrócił do Sarajewa, gdzie zaczął grać pierwsze solowe koncerty.

### Kariera solowa

#### 1972–1974: Festiwale i Konkurs Piosenki Eurowizji
W kwietniu 1972 roku wziął udział w festiwalu Vaš šlager sezone, gdzie zajął trzecie miejsce w głosowaniu publiczności, a także zdobył nagrodę za interpretację utworu „Sinoć nisi bila tu” napisanego przez Kemala Monteno. Miesiąc później wystąpił gościnnie w popularnym programie telewizyjnym Obraz uz obraz. W tym samym roku wziął udział w festiwalu Split z utworem „Stara pjesma”, a także wystąpił na festiwalach Priština oraz Skopje (z piosenką „Moj bol”). W marcu 1973 roku wygrał festiwal Opatija z utworem „Gori vatra”, zostając tym samym reprezentantem Jugosławii w 18. Konkursie Piosenki Eurowizji, organizowanym w Luksemburgu. 7 kwietnia wystąpił w finale konkursu i ostatecznie zajął w nim piętnaste miejsce z 65 punktami na koncie.
Po powrocie z Luksemburga, Čolić brał udział w kolejnych jugosłowiańskich festiwalach muzycznych. W 1973 roku wystąpił na festiwalu Vaš šlager sezone z piosenką „Bling blinge bling”. Pod koniec listopada 1974 roku wygrał festiwal Hit parada z piosenką „Ona spava”. W tym samym roku wystąpił na festiwalu Beogradsko proleće (Belgradzka wiosna) z kompozycją „Ljubav je samo riječ”, a także po raz kolejny na Vaš šlager sezone, tym razem z piosenką „Zelena si rijeka bila”. 1 marca ponownie wziął udział w festiwalu Opatija, jednak tym razem z piosenką „Ne dam ti svoju ljubav” nie zakwalifikował się do finału. W 1975 roku wygrał festiwal Beogradsko proleće z utworem „April u Beogradu” (Kwiecień w Belgradzie) oraz konkurs Vaš šlager sezone z piosenką „Zvao sam je Emili”. W tym samym czasie podpisał kontrakt płytowy z niemiecką filią wytwórni WEA, która zdecydowała się na wydawanie jego singli pod pseudonimem Dravco. Niedługo później piosenkarz wycofał się z działań promocyjnych na niemieckim rynku muzycznym.

#### 1975–1976:Ti i ja
W grudniu 1975 roku nagrał i wydał swój debiutancki album studyjny zatytułowany Ti i ja, na którym znalazł się m.in. singiel „A sad sam ja na redu”. W tym samym roku ukazał się pierwszy album kompilacyjny piosenkarza pt. Z Čolić, na którym umieszczone zostały jego festiwalowe przeboje.
W 1976 roku Zdravko Čolić wystąpił na festiwalu w Zagrzebiu, gdzie zajął czwarte miejsce z utworem „Ti si bila, uvijek bila”. Pod koniec roku wyruszył w jugosłowiańską trasę koncertową z zespołem Indexi.

#### 1977–1979:Ako priđeš bliže
W 1977 roku wystąpił na kilku festiwalach muzycznych: na festiwalu w Zagrzebiu zaśpiewał utwór „Živiš u oblacima”, a na Festiwalu Piosenki Patriotycznej zaprezentował piosenkę „Druže Tito mi ti se kunemo”. W tym samym roku wydał swój drugi album studyjny zatytułowany Ako priđeš bliže, który został wyprzedany w ponad 50 tys. egzemplarzy zaledwie dwa tygodnie po premierze.
W kwietniu 1978 Čolić rozpoczął jugosłowiańską trasę koncertową, w której towarzyszyła mu grupa taneczna Lokice. Przed rozpoczęciem trasy odnotowano sprzedaż jego ostatniej płyty w ponad 150 tys. egzemplarzach. 5 września piosenkarz wystąpił na koncercie na belgradzkim stadionie Red Star FC, na który przyszło około 70 tys. ludzi. Ogromny sukces trasy koncertowej przyczynił się do tego, że dziennikarz muzyczny Dušan Savković oraz reżyser filmowy Jovan Ristić zdecydowali się na nakręcenie filmu dokumentalnego o karierze Čolicia. Film nosił tytuł Pjevam danju, pjevam noću i przedstawił kulisy koncertów piosenkarza oraz przedstawił początki jego kariery. Po zakończeniu trasy koncertowej płyta Ako priđeš bliže została sprzedana w ponad 700 tys. kopii. Po jednym z koncertów w Belgradzie, kontakt z piosenkarzem nawiązał Ziggy Loch z niemieckiej filii WEA, który zaproponował mu odnowienie umowy z niemiecką wytwórnią. Pod szyldem wytwórni ukazał się m.in. singiel „Light Me”/„I’m Not A Robot Man”. Podobnie jak za pierwszym razem, piosenkarz odmówił przeprowadzki do Niemiec. W listopadzie podjął dziesięciomiesięczną służbę wojskową w Jugosłowiańskiej Armii Ludowej, którą zakończył we wrześniu 1979 roku.

#### 1980-92: Kolejne albumy i przerwa w karierze
Wiosną 1980 roku ukazała się jego trzecia płyta studyjna zatytułowana Zbog tebe. Rok później premierę miał jego kolejny album pt. Malo pojačaj radio.
Na przełomie stycznia i lutego nagrał materiał na swoją nową płytę studyjną zatytułowaną Šta mi radiš, która ukazała się niedługo później. W tym samym roku piosenkarz przeprowadził się do Lublany, gdzie razem z Goranem Bregoviciem założył wytwórnię muzyczną Kamarad. W 1984 roku, pod szyldem wytwórni, wydał swoją nową płytę długogrającą zatytułowaną Ti si mi u krvi i użyczył swojego głosu słynnemu wilkowi Vučko – oficjalnej maskotce Zimowych Igrzysk Olimpijskich 1984 w Sarajewie.
W połowie 1987 roku zaczął pracę nad kolejnym albumem studyjnym. Płyta, zatytułowana po prostu Zdravko Čolić, ukazała się w 1988 roku. W latach 1989–1990 mieszkał w Domžalach. W 1990 roku premierę miał jego kolejny album studyjny pt. Da ti kažem šta mi je. Pod koniec lutego 1992, z powodu wojny w Bośni i Hercegowinie, piosenkarz porzucił swoje mieszkanie w Sarajewie i osiadł na stałe w Belgradzie.

#### Od 1993: Powrót i nowe albumy
Pod koniec lat 90. Čolić zdecydował się powrócić na scenę muzyczną. W 1997 roku ukazała się jego nowa płyta studyjna zatytułowana Kad bi moja bila. W 2000 roku premierę miał jego kolejny album – Okano. Od maja do listopada 2003 roku piosenkarz nagrywał w studiu muzycznym materiał na swój nową płytę, zatytułowaną Čarolija, która ukazała się pod koniec roku.
Od 15–16 października 2005 roku Čolić zagrał dwa koncerty w Belgradzkiej Arenie, a zapis dźwiękowy z tych koncertów został wydany na dwupłytowym albumie koncertowym pt. Arena 2005 – Beogradska Arena: Uživo w listopadzie tego samego roku. W 2006 roku piosenkarz wydał swoją nową płytę studyjną zatytułowaną Zavičaj.
W 2009 nagrał materiał na swoją nową płytę studyjną zatytułowaną Kad pogledaš me preko ramena, która ukazała się w 2010 roku. W ramach promocji albumu wyruszył w trasę koncertową, w ramach której zagrał m.in. koncert na stadionie Asim Ferhatović Hase Stadium w Sarajewie dla ponad 60 tys. ludzi. Pod koniec czerwca kolejnego roku zagrał swój największy koncert; w belgradzkim Ušće zgromadziło się ponad 100 tys. ludzi. W 2011 roku ukazała się jego kolejna płyta koncertowa zatytułowana Live!.
W grudniu 2013 roku miał premierę jego nowy album studyjny zatytułowany Vatra i barut. W kwietniu 2014 roku piosenkarz wystąpił gościnnie na albańskim festiwalu 'Kënga ime organizowanym w Tiranie. Swoją obecnością na imprezie wywołał kontrowersje, bowiem niektóre albańskie media uznały „obecność Serba w Tiranie za niewłaściwą” oraz nazywały jego pojawienie się na festiwalu jako „ranę po wojnie domowej w Kosowie”.

## Życie prywatne
Zdravko Čolić ma żonę Aleksandrę, z którą ma dwie córki.

## Dyskografia

### Albumy studyjne
- Ti i ja (1975)
- Ako priđeš bliže (1977)
- Zbog tebe (1980)
- Malo pojačaj radio (1981)
- Šta mi radiš (1983)
- Ti si mi u krvi (1984)
- Rodi me majko sretnog (1988)
- Da ti kažem šta mi je (1990)
- Kad bi moja bila (1997)
- Okano (2000)
- Čarolija (2003)
- Zavičaj (2006)
- Kad pogledaš me preko ramena (2010)
- Vatra i barut (2013)
- Ono malo sreće (2017)